# Рорбах (Пфальц)
Рорбах (нім. Rohrbach) — громада в Німеччині, розташована в землі Рейнланд-Пфальц. Входить до складу району Південний Вайнштрассе. Складова частина об'єднання громад Герксгайм.
Площа — 9,25 км2. Населення становить 1817 ос. (станом на 31 грудня 2020).

## Галерея

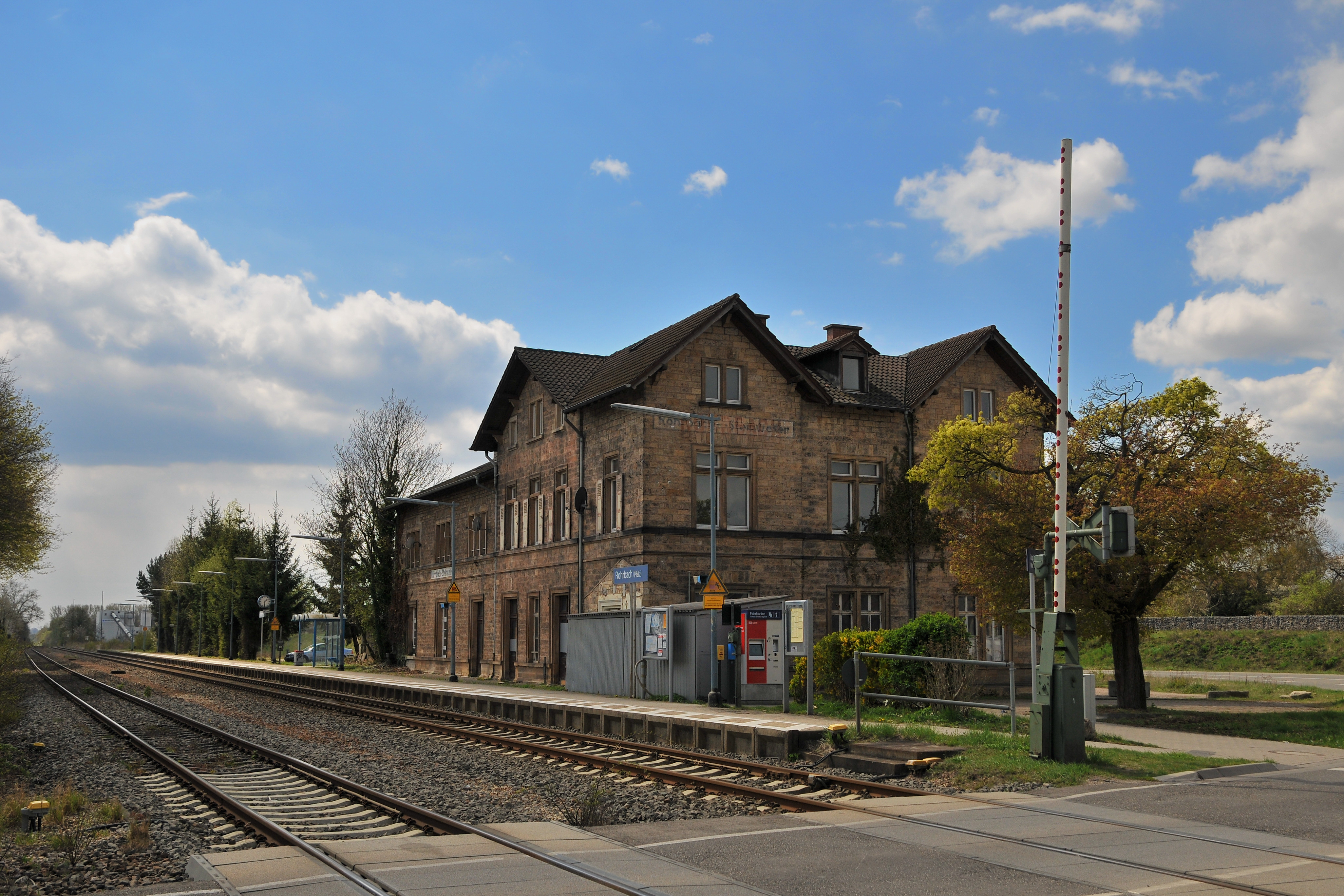
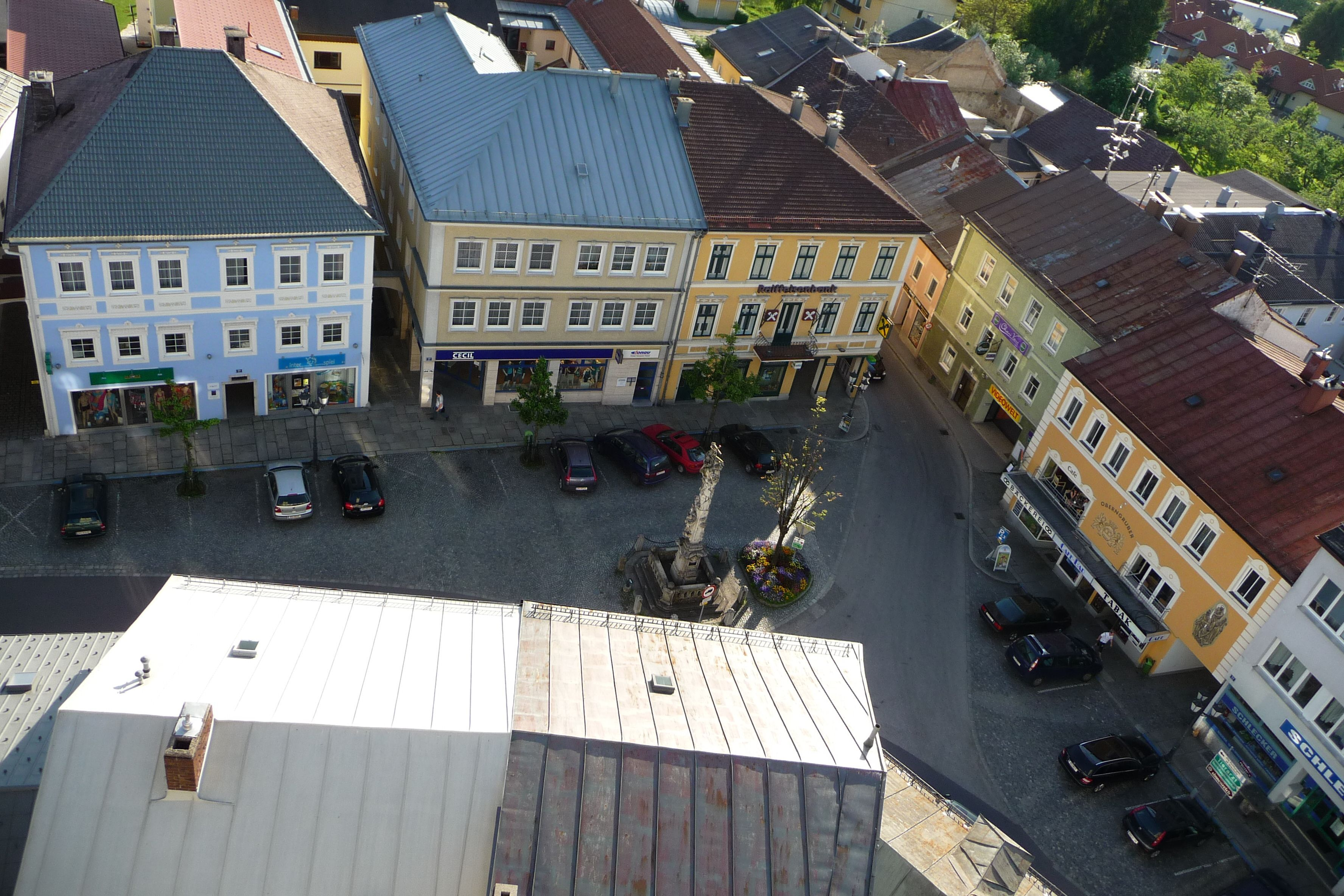
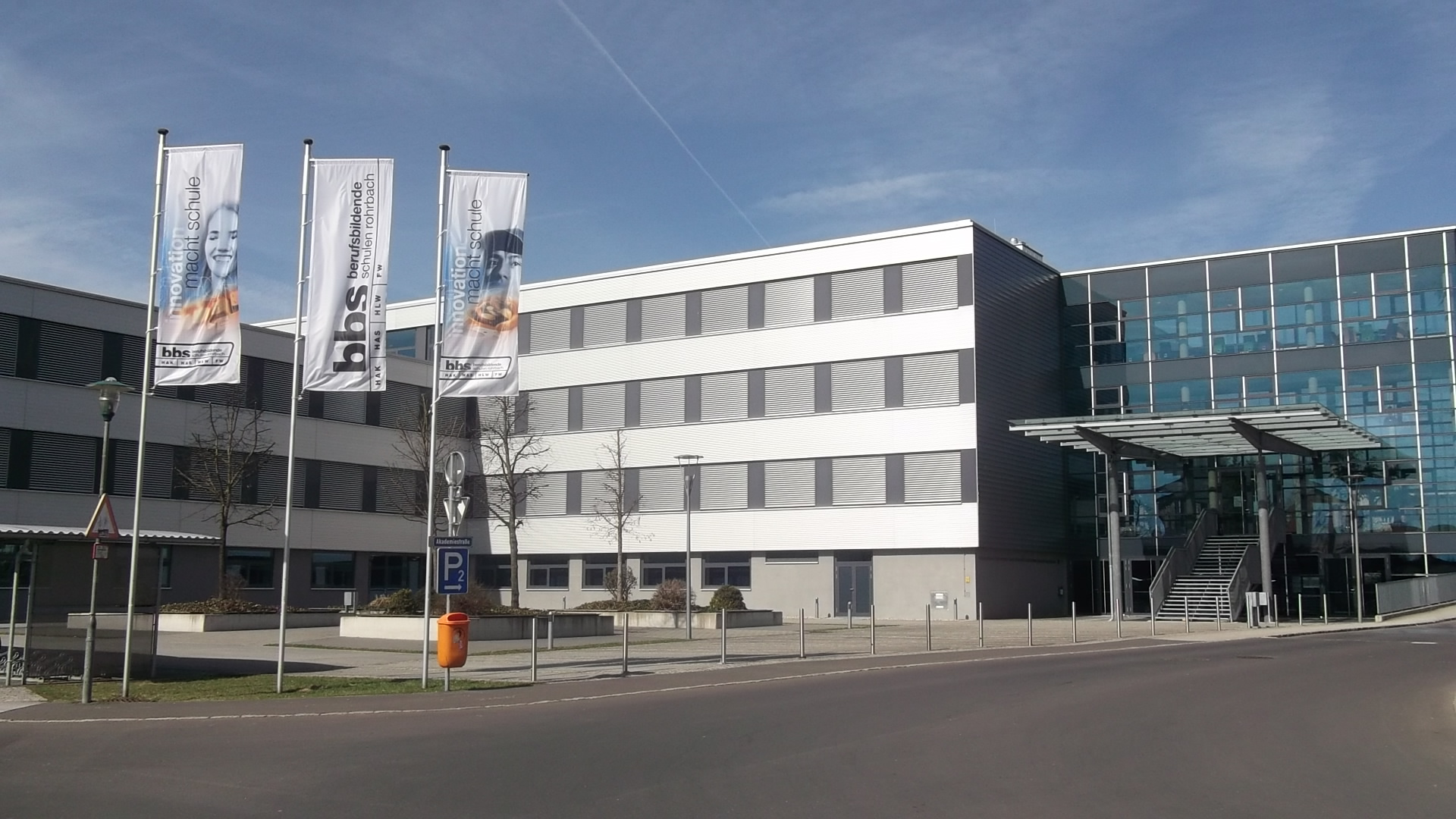